# Física o química
Física o química és una sèrie de televisió produïda per Ida y Vuelta Producciones per a la cadena espanyola Antena 3, que la va estrenar el 4 de febrer del 2008.
Abans de la seva primera emissió en televisió, la sèrie va ser preestrenada 36 hores abans a través del telèfon mòbil a Vodafone live i 24 hores abans al lloc web d'Antena 3. Després de l'emissió dels cinc primers capítols, Antena 3 va anunciar una segona temporada de la sèrie per a la tardor de 2008, atesos els raonables resultats d'audiència. Malgrat que capítol rere capítol el programa ha anat perdent espectadors, Física o Química supera els registres d'anteriors sèries d'Antena 3 emeses en l'horari de màxima audiència dels dilluns, com ara Manolo y Benito Corporeision (va baixar fins al 13% de share en els seus últims capítols) o La família Mata (mitjana de 16% de share). A més, el 19 de març de 2008 es va començar a comercialitzar una revista oficial de la sèrie, adreçada al públic juvenil i adolescent, en què s'exposen entrevistes exclusives als personatges, a més de tests i notícies pròpies d'aquest tipus de revistes.
La sèrie va acabar el 13 de juny de 2011 durant la setena temporada, després d'haver-hi hagut canvis de personatges durant les darreres temporades. No obstant això, Antena 3 s'està plantejant una continuïtat a la cadena Neox canviant-ne tots els protagonistes.

## Argument
La sèrie es desenvolupa a l'Escola Zurbarán, un institut de batxillerat on es tracten conflictes entre alumnes i professors, i els problemes actuals de la societat adolescent com l'assetjament, el racisme, l'homofòbia, el sexe i les drogues. La novetat és que els capítols no se centren tant en els alumnes com sèries anteriors del mateix tipus, sinó que també es posa de manifest la perspectiva amb la que els professors enfoquen tant els seus propis problemes com els dels seus alumnes.
Les relacions socials entre els personatges prenen màxim protagonisme, i més enllà de posar límit entre professors i alumnes, la sèrie tracta a ambdós grups quasi de manera igual, amb relacions amoroses entre ells incloses. Amb això, s'ha volgut reflectir de la manera més verídica com ha canviat en els últims anys la interacció entre professors i alumnes a la majoria d'instituts d'Espanya. És per això que l'argument ha rebut crítiques negatives sobre el model de vida escolar que es dona. No es considera positiu que alumnes reals a edats problemàtiques vegin determinats models que apareixen a la sèrie i després els imitin.

## Personatges i actors
Personatges de Física o química
- Ana Milán (Olimpia Díaz Centeno, professora d'anglès i ex-directora del col·legi)
- Marc Clotet (Vicente Vaquero Castiñeira, professor d'Educació Física)
- Olivia Molina (Verónica Lebrón Cervantes, nova professora de Literatura)
- Enrique Arce (Arturo Ochando Villalba, professor de Biologia i metge de l'institut)
- Fernando Andina (Enrique Lubián, nou director del centre i professor d'Història)
- Sabrina Garciarena (Sara Pires, professora de Filosofia)
- Juan Pablo di Pace (Xavi López, professor d'Art)
- Andrea Duro (Yolanda Freire Carballar, "Yoli")
- Javier Calvo (Fernando Redondo Ruano †, "Fer")
- Sandra Blázquez (Alma Núñez)
- Adrian Rodriguez (David Ferrán)
- Álex Batllori (Álvaro)
- Lucía Ramos (Teresa Parra Lebrón)
- Nasser Hassan (Román Lorente Arco)
- Lorena Mateo (Daniela Vaquero Castiñeira)
- Álex Hernández (Jon)
- Álex Martínez (Salvador Quintanilla, "Salva")
- Xavi Mira (Félix Alonso, professor de música) (Temporades 1-2)
- Andrés Chueng (Jan Taimíng) (Temporades 1-2)
- Karim El-Kerem (Isaac Blasco Prieto †) (Temporades 1-2)
- Michael Brown (Miguel Belaza, professor de Tecnologia i Teatre) (Temporades 1-2)
- Michel Gurfi (Jonathan, professor d'Educació Física) (Temporada 1)
- Fele Martínez (Mario Barrio, ex nuvi d'Irene) (Temporada 1)
- Julio Soler (Rubén de la Torre Reig †, germà de Julio) (Temporada 1)
- Nancy Yao (Xiao Mei, promesa de Jan) (Temporada 2)
- Leonor Martín (Covadonga Ariste Espinel, "Cova") (Temporades1-3, 5-6)
- Irene Sánchez (Violeta) (Temporades 3-4)
- Joaquín Climent (Adolfo Madrona, cap d'estudis) (Temporades 1-4)
- Blanca Romero (Irene Calvo, professora de filosofia) (Temporades 1-4)
- Cecilia Freire (Blanca Román, professora de literatura) (Temporades 1-4)
- Oscar Sinela (Joaquín Domínguez, Quino) (Temporades 3-4)
- Adam Jezierski (Gorka Martínez Mora) (Temporades 1-5, 6)
- Maxi Iglesias (César Cabano de Vera) (Temporades 1-5)
- Bart Santana (Roque Madrona Castro, professor d'art) (Temporades 1-5)
- Gonzalo Ramos (Julio de la Torre Reig) (Temporades 1-6)
- Alex Barahona (Berto Freire Carballar, cambrer de la cafeteria del col·legi) (Temporades 2-6)
- Nuria González (Clara Yanes Mediavila, ex directora del col·legi i professora d'història) (Termporades 1-6)
- José Manuel Seda (Martín Aguilar, nou director del col·legi) Temporades 3-6)
- Cristina Alcázar (Marina Conde, nova professora de Filosofia) (Temporades 5-6)
- Sergio Mur (Jorge, orientador i actual professor d'art) (Temporades 5-6)
- Angy Fernández (Paula Blasco Prieto) (Temporades 1-6)
- Úrsula Corberó (Ruth Gómez Quintana) (Temporades 1-6)

## Capítols i audiències
| Capítol            | Nom                                             | Data d'emissió                  | Audiència | Share | Veure                                   |
| ------------------ | ----------------------------------------------- | ------------------------------- | --------- | ----- | --------------------------------------- |
| PRIMERA TEMPORADA  |                                                 |                                 |           |       |                                         |
| 1 (1)              | Cosas que hacer antes de estar muerto           | Dilluns 4 de febrer de 2008     | 3.689.000 | 20,9% | V Arxivat 2009-04-08 a Wayback Machine. |
| 2 (2)              | Sólo se sexo                                    | Dilluns 11 de febrer de 2008    | 3.542.000 | 20,3% | V Arxivat 2009-06-09 a Wayback Machine. |
| 3 (3)              | Daños colaterales                               | Dilluns 18 de febrer de 2008    | 3.336.000 | 18,8% | V Arxivat 2008-10-12 a Wayback Machine. |
| 4 (4)              | Hace falta valor                                | Dilluns 25 de febrer de 2008    | 2.501.000 | 11,9% | V Arxivat 2008-10-14 a Wayback Machine. |
| 5 (5)              | El precio de la verdad                          | Dilluns 10 de març de 2008      | 2.970.000 | 17,8% | V Arxivat 2008-10-20 a Wayback Machine. |
| 6 (6)              | Egoísmo razonable                               | Dilluns 17 de març de 2008      | 2.687.000 | 16,9% | V Arxivat 2008-12-08 a Wayback Machine. |
| 7 (7)              | Secretos y mentiras (1ª parte)                  | Dilluns 24 de març de 2008      | 3.244.000 | 18,7% | V Arxivat 2009-04-04 a Wayback Machine. |
| 8 (8)              | Secretos y mentiras (2ª parte)                  | Dilluns 31 de març de 2008      | 3.492.000 | 20,2% | V Arxivat 2009-04-06 a Wayback Machine. |
| SEGONA TEMPORADA   |                                                 |                                 |           |       |                                         |
| 1 (9)              | Las mejores intenciones                         | Dilluns 8 de setembre de 2008   | 2.572.000 | 16,6% | V Arxivat 2009-03-22 a Wayback Machine. |
| 2 (10)             | El corazón tiene razones que la razón desconoce | Dilluns 15 de setembre de 2008  | 2.610.000 | 14,9% | V Arxivat 2009-04-20 a Wayback Machine. |
| 3 (11)             | Una cuestión de equilibrio                      | Dilluns 22 de setembre de 2008  | 2.853.000 | 16,2% | V Arxivat 2008-12-23 a Wayback Machine. |
| 4 (12)             | Yo soy yo... y mi circunstancia                 | Dilluns 29 de setembre de 2008  | 2.678.000 | 15,6% | V Arxivat 2008-12-25 a Wayback Machine. |
| 5 (13)             | De la amistad                                   | Dilluns 6 d'octubre de 2008     | 2.731.000 | 15,7% | V Arxivat 2008-10-16 a Wayback Machine. |
| 6 (14)             | Verdades aplazadas                              | Dilluns 13 d'octubre de 2008    | 2.977.000 | 16,7% | V Arxivat 2009-04-20 a Wayback Machine. |
| 7 (15)             | El pasado siempre llama dos veces               | Dilluns 20 d'octubre de 2008    | 3.054.000 | 17,1% | V                                       |
| 8 (16)             | Elecciones                                      | Dilluns 27 d'octubre de 2008    | 2.988.000 | 17,3% | V Arxivat 2008-12-11 a Wayback Machine. |
| 9 (17)             | Adictos                                         | Dilluns 3 de novembre de 2008   | 3.210.000 | 17,3% | V Arxivat 2010-06-29 a Wayback Machine. |
| 10 (18)            | Mentiras tan frías                              | Dilluns 10 de novembre de 2008  | 3.184.000 | 17,5% | V Arxivat 2009-03-11 a Wayback Machine. |
| 11 (19)            | Cuestión de confianza                           | Dilluns 17 de novembre de 2008  | 3.327.000 | 19,0% | V Arxivat 2008-12-02 a Wayback Machine. |
| 12 (20)            | Te quiero y es mi culpa                         | Dilluns 24 de novembre de 2008  | 3.152.000 | 17,9% | V Arxivat 2009-04-15 a Wayback Machine. |
| 13 (21)            | El eterno retorno (1ª parte)                    | Dilluns 1 de desembre de 2008   | 3.307.000 | 18,5% | V Arxivat 2009-06-11 a Wayback Machine. |
| 14 (22)            | El eterno retorno (2ª parte)                    | Dilluns 8 de desembre de 2008   | 3.916.000 | 22,1% | V Arxivat 2009-03-05 a Wayback Machine. |
| TERCERA TEMPORADA  |                                                 |                                 |           |       |                                         |
| 1 (23)             | Empezar de nuevo                                | Dilluns 13 d'abril de 2009      | 2.951.000 | 15,7% |                                         |
| 2 (24)             | El adiós                                        | Dilluns 20 d'abril de 2009      | 3.036.000 | 16,8% |                                         |
| 3 (25)             | Crimen y castigo                                | Dilluns 27 d'abril de 2009      | 3.171.000 | 17,5% |                                         |
| 4 (26)             | ¿Y tú qué te apuestas?                          | Dilluns 4 de maig de 2009       | 3.128.000 | 17,1% |                                         |
| 5 (27)             | La prueba                                       | Dilluns 11 de maig de 2009      | 3.120.000 | 17,2% |                                         |
| 6 (28)             | Yo te atraigo, tú me atraes...                  | Dilluns 18 de maig de 2009      | 3.104.000 | 16,9% |                                         |
| 7 (29)             | Lo que no me atrevo a decirte                   | Dilluns 25 de maig de 2009      | 3.233.000 | 17,9% |                                         |
| 8 (30)             | Yo nunca he...                                  | Dilluns 1 de juny de 2009       | 2.596.000 | 16,1% |                                         |
| 9 (31)             | Superación                                      | Dilluns 8 de juny de 2009       | 3.001.000 | 16,2% |                                         |
| 10 (32)            | Salto al vacío (1ª parte)                       | Dilluns 15 de juny de 2009      | 3.116.000 | 17,7% |                                         |
| 11 (33)            | Salto al vacío (2ª parte)                       | Dilluns 22 de juny de 2009      | 2.898.000 | 17,6% |                                         |
| QUARTA TEMPORADA   |                                                 |                                 |           |       |                                         |
| 1 (34)             | El final del verano                             | Dimarts 22 de setembre de 2009  | 3.027.000 | 17,5% |                                         |
| 2 (35)             | Maternidad                                      | Dimecres 23 de setembre de 2009 | 2.924.000 | 17,2% |                                         |
| 3 (36)             | Cuestión de posibilidades                       | Dimecres 30 de setembre de 2009 | 2.931.000 | 16,9% |                                         |
| 4 (37)             | Lo hago por tu bien                             | Dimecres 7 d'octubre de 2009    | 3.128.000 | 17,1% |                                         |
| 5 (38)             | No se lo cuentes a nadie                        | Dimecres 14 d'octubre de 2009   | 3.133.000 | 17,2% |                                         |
| 6 (39)             | Sinceramente...                                 | Dimecres 21 d'octubre de 2009   | 3.034.000 | 18,1% |                                         |
| 7 (40)             | Confía en mí                                    | Dimecres 28 d'octubre de 2009   | 2.894.000 | 16,9% |                                         |
| 8 (41)             | Tú primero                                      | Dimecres 4 de novembre de 2009  | 3.243.000 | 20,1% |                                         |
| 9 (42)             | Aceptar responsabilidades                       | Dimecres 11 de novembre de 2009 | 2.949.000 | 17,7% |                                         |
| 10 (43)            | Otra oportunidad                                | Dimecres 18 de novembre de 2009 | 2.914.000 | 17,4% |                                         |
| 11 (44)            | Autocontrol                                     | Dimecres 25 de novembre de 2009 | 2.559.000 | 15,7% |                                         |
| 12 (45)            | El tránsito de Venus                            | Dimecres 2 de desembre de 2009  | 2.818.000 | 16,6% |                                         |
| 13 (46)            | Renuncias (1ª parte)                            | Dimecres 9 de desembre de 2009  | 2.873.000 | 16,7% |                                         |
| 14 (47)            | Renuncias (2ª parte)                            | Dimecres 16 de desembre de 2009 | 3.317.000 | 19,9% |                                         |
| CINQUENA TEMPORADA |                                                 |                                 |           |       |                                         |
| 1 (48)             | La fiesta                                       | Dimarts 11 de maig de 2010      | 3.022.000 | 16,6% |                                         |
| 2 (49)             | Fotos                                           | Dimarts 18 de maig de 2010      | 2.660.000 | 15,5% |                                         |
| 3 (50)             | Todo lo que me has ocultado                     | Dimarts 25 de maig de 2010      | 2.736.000 | 16,1% |                                         |
| 4 (51)             | El partido                                      | Dimarts 1 de juny de 2010       | 2.703.000 | 15,9% |                                         |
| 5 (52)             | La sonrisa de La Gioconda                       | Dimarts 8 de juny de 2010       | 2.504.000 | 14,8% |                                         |
| 6 (53)             | No te vayas                                     | Dimarts 15 de juny de 2010      | 2.459.000 | 14,2% |                                         |
| 7 (54)             | Lo que piensan los demás                        | Dimarts 22 de juny de 2010      | 2.486.000 | 14,5% |                                         |
| 8 (55)             | Sinceridad (1ª parte)                           | Dimarts 29 de juny de 2010      | 2.374.000 | 15,2% |                                         |
| 9 (56)             | Sinceridad (2ª parte)                           | Dimarts 6 de juliol de 2010     | 2.450.000 | 16,5% |                                         |
| SISENA TEMPORADA   |                                                 |                                 |           |       |                                         |
| 1 (57)             | Es hora de tomar decisiones                     | Dimecres 15 de setembre de 2010 | 2.593.000 | 15,4% |                                         |
| 2 (58)             | Romeo y Julieta                                 | Dimarts 21 de setembre de 2010  | 2.389.000 | 12,9% |                                         |
| 3 (59)             | Deseo                                           | Dimecres 22 de setembre de 2010 | 2.304.000 | 12,7% |                                         |
| 4 (60)             | Segunda oportunidad                             | Dimarts 28 de setembre de 2010  | 2.357.000 | 12,9% |                                         |
| 5 (61)             | Crisis                                          | Dimarts 5 d'octubre de 2010     | 2.213.000 | 12,0% |                                         |
| 6 (62)             | La excursión                                    | Dimarts 12 d'octubre de 2010    | 2.013.000 | 11,8% |                                         |
| 7 (63)             | Táctica y estrategia                            | Dimarts 19 d'octubre de 2010    | 2.143.000 | 12,2% |                                         |
| 8 (64)             | Confesiones que nunca llegan                    | Dimarts 26 d'octubre de 2010    | 2.084.000 | 12,2% |                                         |
| 9 (65)             | Lo peor de nosotros                             | Dimarts 2 de novembre de 2010   | 1.967.000 | 11,5% |                                         |
| 10 (66)            | Cuando todo cobra sentido                       | Dimarts 9 de novembre de 2010   | 2.091.000 | 17,7% |                                         |
| 11 (67)            | En una despedida                                | Dimarts 16 de novembre de 2010  | 2.133.000 | 12,3% |                                         |
| 12 (68)            | Decisiones                                      | Dimarts 23 de novembre de 2010  | 2.073.000 | 12,0% |                                         |
| 13 (69)            | Carpe diem (1ª parte)                           | Dimarts 30 de novembre de 2010  | 1.834.000 | 10,3% |                                         |
| 14 (70)            | Carpe diem (2ª parte)                           | Dimarts 14 de desembre de 2010  | 2.210.000 | 12,6% |                                         |
| SETENA TEMPORADA   |                                                 |                                 |           |       |                                         |
| 1 (71)             | Revolución                                      | Dijous 5 de maig de 2011        | 1.867.000 | 9,8%  |                                         |
| 2 (72)             | Espectáculo                                     | Dijous 12 de maig de 2011       | 1.439.000 | 7,3%  |                                         |
| 3 (73)             | Desnudos                                        | Dimecres 18 de maig de 2011     | 1.444.000 | 10,1% |                                         |
| 4 (74)             | Contenido y forma                               | Dimecres 25 de maig de 2011     | 1.454.000 | 11,3% |                                         |
| 5 (75)             | Nunca te olvides de mi nombre                   | Dimecres 1 de juny de 2011      | 1.781.000 | 14,1% |                                         |
| 6 (76)             | Te veo                                          | Dilluns 6 de juny de 2011       | 2.035.000 | 10,4% |                                         |
| 7 (77)             | Si pudiera volver atrás                         | Dilluns 13 de juny de 2011      | 2.140.000 | 12,2% |                                         |